# Eastbourne (Nowa Zelandia)

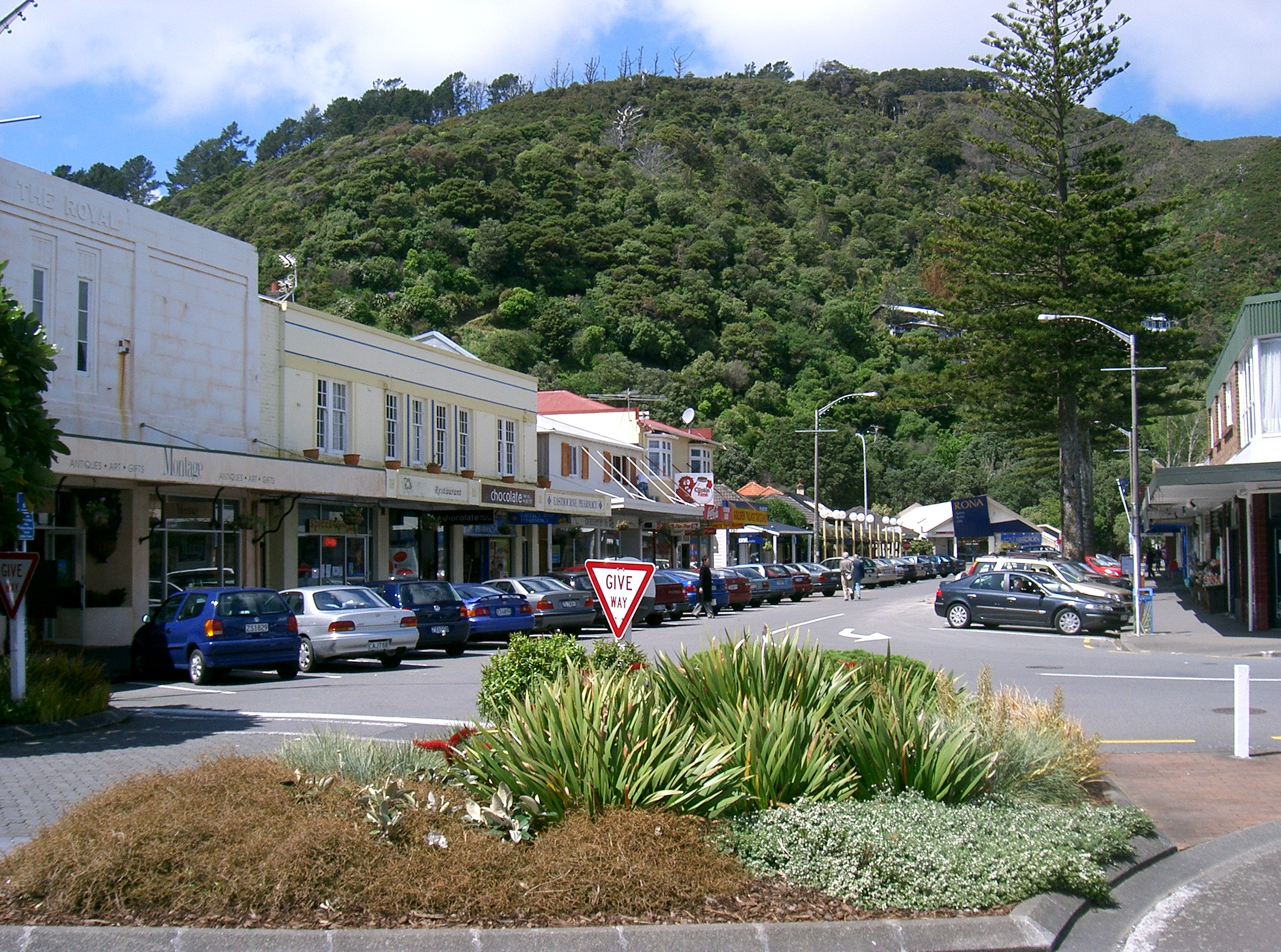
Rimu Street, główna ulica Eastbourne

Eastbourne to przedmieście Lower Hutt w południowej części nowozelandzkiej Wyspy Północnej. Liczba mieszkańców to około 4600 osób.